# Озеро Лебедин
 Заповідне урочище «Озеро Лебедин» (втрачене) — оголошене рішенням Івано-Франківського Облвиконкому № 610 від 5.12.1978 року на землях Коломийського лісокомбінату (Яблунівське лісництво). Знаходиться в Косівському районі, Івано-Франківської області. Площа – 45 га.

## Характеристика
Об’єкт на момент створення був представлений гірським озером, розташоване серед лісів і луків на висоті 650 м. над рівнем моря, які є водозбором і місце зростання цінних лікарських рослин.

## Скасування
Станом на 1.01.2016 року об'єкт не міститься в офіційних переліках територій та об'єктів природно-заповідного фонду, оприлюднених на Єдиному державному вебпорталі відкритих даних http://data.gov.ua/. Проте ні в Міністерстві екології та природних ресурсів України, ні у Департаменті екології та природних ресурсів Івано-Франківської обласної державної адміністрації відсутня інформація про те, коли і яким саме рішенням було скасовано даний об'єкт природно-заповідного фонду. Таким чином, причина та дата скасування на сьогодні не відома.
Урочище входить до складу національного природного парку «Гуцульщина»